# 엘케이켐
엘케이켐(LK CHEM Co., Ltd.)은 한국의 반도체 소재 기업이다. 본사는  대한민국 충청남도 천안시 서북구 성거읍 성거길 228-17 (천흥리)에 위치해 있으며 대표이사는 이창엽이다.

## 제품
반도체 박막 증착 공정에서 사용하는 화학 소재인 프리커서와 리간드(Ligand)를 제조·판매한다

## 상장
2025년 주관사를 신영증권으로 공모가 2만 1,000원(희망 공모가 밴드 1만 8,000~2만 1,000원)에 상장할 예정이다.

## 참고 문헌
1. ↑  이민영, 레메디 등 4개사, 코스닥 상장 예비심사 신청, 2024년 10월 21일
2. ↑  '반도체 소재' 엘케이켐, 증권신고서 제출… 코스닥 상장 본격화, 조세일보, 2025년 1월 8일
3. ↑  강동원, 엘케이켐, 공모출격…‘밸류업’ 기대감 커진다, 뉴스톱, 2025년 1월 10일
4. ↑  송기현, 레메디·키스트론 등 4개사, 코스닥 상장 예비심사 신청, 조세금융신문, 2024년 10월 21일

## 같이 보기
- 디엔에프
- 레이크머티리얼즈
- 제이아이테크
- 솔브레인